# Ватутінська сільська рада
Вату́тінська сільська́ ра́да — адміністративно-територіальна одиниця та орган місцевого самоврядування в Нововодолазькому районі Харківської області. Адміністративний центр — село Ватутіне.

## Загальні відомості
- Територія ради: 19,47 км²
- Населення ради: 1 876 осіб (станом на 2001 рік)
- Територією ради протікає річка Мжа.

## Населені пункти
Сільській раді були підпорядковані населені пункти:
- с. Ватутіне
- с. Вільхуватка

## Склад ради
Рада складалася з 17 депутатів та голови.
- Голова ради: Джусь Федір Андрійович
- Секретар ради: Удовиця Наталія Василівна

### Керівний склад попередніх скликань
| Прізвище, ім'я, по батькові | Основні відомості                                                                       | Дата обрання | Дата звільнення |
| --------------------------- | --------------------------------------------------------------------------------------- | ------------ | --------------- |
| Джусь Федір Андрійович      | Сільський голова, 1955 року народження, освіта вища, член Соціалістичної партії України | 26.03.2006   | 31.10.2010      |
| Джусь Федір Андрійович      | Сільський голова, 1955 року народження, освіта вища                                     | 31.10.2010   |                 |

Примітка: таблиця складена за даними сайту Верховної Ради України

### Депутати
За результатами місцевих виборів 2010 року депутатами ради стали:

#### За суб'єктами висування
| Суб'єкт висування           | Кількість обраних депутатів | %    |
| --------------------------- | --------------------------- | ---- |
| Партія регіонів             | 9                           | 50   |
| Комуністична партія України | 7                           | 38,9 |
| Самовисування               | 2                           | 11,1 |

#### За округами
| № округу                    | Прізвище, ім'я, по батькові        | Дата визнання обраним | Освіта  | Партійна приналежність | Відомості про обраного депутата                                        |
| --------------------------- | ---------------------------------- | --------------------- | ------- | ---------------------- | ---------------------------------------------------------------------- |
| Комуністична партія України |                                    |                       |         |                        |                                                                        |
| 1                           | Макашов Іван Андрійович            | 01.11.2010            | середня | позапартійний          | Навчальний центр ОРСЦЗ МНС, завідувач складу                           |
| 3                           | Єрьомін Григорій Миколайович       | 01.11.2010            | вища    | позапартійний          | Навчальний центр ОРСЦЗ МНС, начальник варти ВОХР                       |
| 6                           | Онацький Сергій Миколайович        | 01.11.2010            | середня | позапартійний          | ПФ «Омега», слюсар                                                     |
| 7                           | Ткаченко Вячеслав Миколайович      | 01.11.2010            | вища    | позапартійний          | тимчасово не працює                                                    |
| 14                          | Тищенко Микола Григорович          | 01.11.2010            | середня | позапартійний          | пенсіонер                                                              |
| 15                          | Слиш Борис Федорович               | 01.11.2010            | середня | позапартійний          | ДП Комбінат «Світанок», начальник охорони ВВО                          |
| 17                          | Купріяненко Людмила Михайлівна     | 01.11.2010            | середня | позапартійна           | Ватутінське відділення зв'язку, листоноша                              |
| Партія регіонів             |                                    |                       |         |                        |                                                                        |
| 2                           | Удовиця Наталія Василівна          | 01.11.2010            | вища    | член Партії регіонів   | Навчальний центр ОРСЦЗ МНС, вихователь ДНЗ                             |
| 4                           | Алєксєнцев Андрій Петрович         | 01.11.2010            | вища    | позапартійний          | Ватутінська загальноосвітня школа I-III ст., вчитель фізичної культури |
| 5                           | Коробка Олександр Олександрович    | 01.11.2010            | вища    | позапартійний          | ХВ ВАТ «Укртелеком», інженер-вимірювач                                 |
| 9                           | Носік Роман Михайлович             | 01.11.2010            | середня | позапартійний          | ТОВ «СТВ», комірник                                                    |
| 11                          | Бондаренко Людмила Михайлівна      | 01.11.2010            | вища    | позапартійна           | Ватутінська загальноосвітня школа I-III ст., вчитель математики        |
| 12                          | Антоненко Сергій Миколайович       | 01.11.2010            | середня | позапартійний          | КПВТП "Вода ВУВГ «Харків», слюсар                                      |
| 13                          | Абрамкін Олександр Володимирович   | 01.11.2010            | середня | член Партії регіонів   | підприємець                                                            |
| 16                          | Пересипкіна Вікторія Олександрівна | 01.11.2010            | середня | позапартійна           | тимчасово не працює                                                    |
| 18                          | Сичова Олена Іванівна              | 01.11.2010            | вища    | член Партії регіонів   | Ватутінська загальноосвітня школа I-III ст., вчитель-вихователь        |
| Самовисування               |                                    |                       |         |                        |                                                                        |
| 8                           | Водка Тетяна Петрівна              | 01.11.2010            | вища    | позапартійна           | Ватутінська сільська рада, спеціаліст                                  |
| 10                          | Колісник Тетяна Сергіївна          | 01.11.2010            | вища    | позапартійна           | Ватутінська сільська рада, спеціаліст                                  |